# 马里亚诺·庞塞
马里亚诺·庞塞（1863年3月22日—1918年5月23日），是菲律宾的作家、独立运动活动家，曾在日本东京结识孙中山。

## 生平
1863年，出生于布拉干省巴柳亚格镇。
1885年，毕业于圣胡安德莱特兰学院。
1887年，在西班牙马德里中央大学学医。
1896年，菲律宾独立战争。
1897年，参与组织香港委员会。
1898年，任菲律宾驻日本外交代表。
1918年，去世。

## 作品
- 《革命纪事》
- 《菲律宾史考》
- 《菲律宾独立战史》
- 《孙中山——中华民国的缔造者》